# Удмуртская Тукля
Удмуртская Тукля — упразднённая в 2015 году деревня в Увинском районе Удмуртии, входила в Увинское сельское поселение. Население 59 человек (2008) .

## История
Список населённых мест Вятской губернии 1859—1873 гг. первым описывал населённый пункт:
Ново-Туклинская (Тукля новая), д. каз., при рч. Уве, Малмыжский уезд, Стан 1. Находится по притокам реки Валы, — Уве, малой Кильмези, Сунде и Инге https://rodnaya-vyatka.ru/snm1859/search?id_place=7878
Постановлением Государственного Совета Удмуртской Республики от 30 апреля 2015 года № 553-V, посёлок Ува и деревня Удмуртская Тукля объединены в единый населённый пункт — посёлок Ува.

## География
Село находится у р. Ува (приток Валы) , малой Кильмези, Сунде и Инге.
Географическое положение
Находилась в 3 км к северо-западу от посёлка Ува и в 67 км к западу от Ижевска.
Ближайшие населенные пункты
Расстояния указаны по прямой 
- д. Русская Тукля (↓ 1.3 км) - вошла в состав Увы
- д. Чабишур (↑ 1.8 км)
- пос. Ува (↘ 2.8 км)
- д. Пекшур (← 3.9 км)
- с. Ува-Тукля (↙ 4.1 км)
- д. Пуровай (↖ 4.4 км)
- д. Узей-Тукля (↑ 5.5 км)
- д. Теньгурт (↗ 6.1 км)
- д. Кильцем (↙ 7 км)
- д. Карашур (↑ 7.3 км)
- выс. Заречный (↙ 7.5 км)
- д. Яски (↗ 8.1 км)
- д. Рябово (↙ 9 км)
- с. Подмой (→ 9 км)
- д. Сюровай (↖ 9.4 км)
- д. Шушмо (↑ 9.4 км)
- д. Возеншур (↑ 10.2 км)
- д. Старая Тукля (↗ 10.3 км)
- д. Поршур-Тукля (↑ 10.5 км)
- д. Старая Чунча (← 10.5 км)

## Население
| 2010 | 2012 |
| ---- | ---- |
| 64   | ↗65  |

Список населённых мест Вятской губернии 1859—1873 гг дает первые известные данные о количестве жителей:
Дворов 19, мужчин 64, женщин 89, всего жителей 153

## Инфраструктура
Согласно списку населённых мест Вятской губернии 1859—1873 гг, действовала мельница

## Транспорт
Автодорога местного значения.
Поселковые (сельские) дороги.